# خانه غلامرضا بیک نخعی
خانه غلامرضا بیک نخعی مربوط به دوره قاجار است و در شهرستان خوسف، روستای خور واقع شده و این اثر در تاریخ ۲۵ اسفند ۱۳۷۹ با شمارهٔ ثبت ۳۶۸۵ به‌عنوان یکی از آثار ملی ایران به ثبت رسیده است.